# 泰勒斯維爾 (密西西比州)
泰勒斯維爾（英語：Taylorville）是位於美國密西西比州史密斯縣的城鎮。

## 人口
根據2020年美國人口普查的數據，泰勒斯維爾的面積為9.99平方千米，皆為陸地。當地共有人口1148人，而人口密度為每平方千米115人。